# Schneespanner

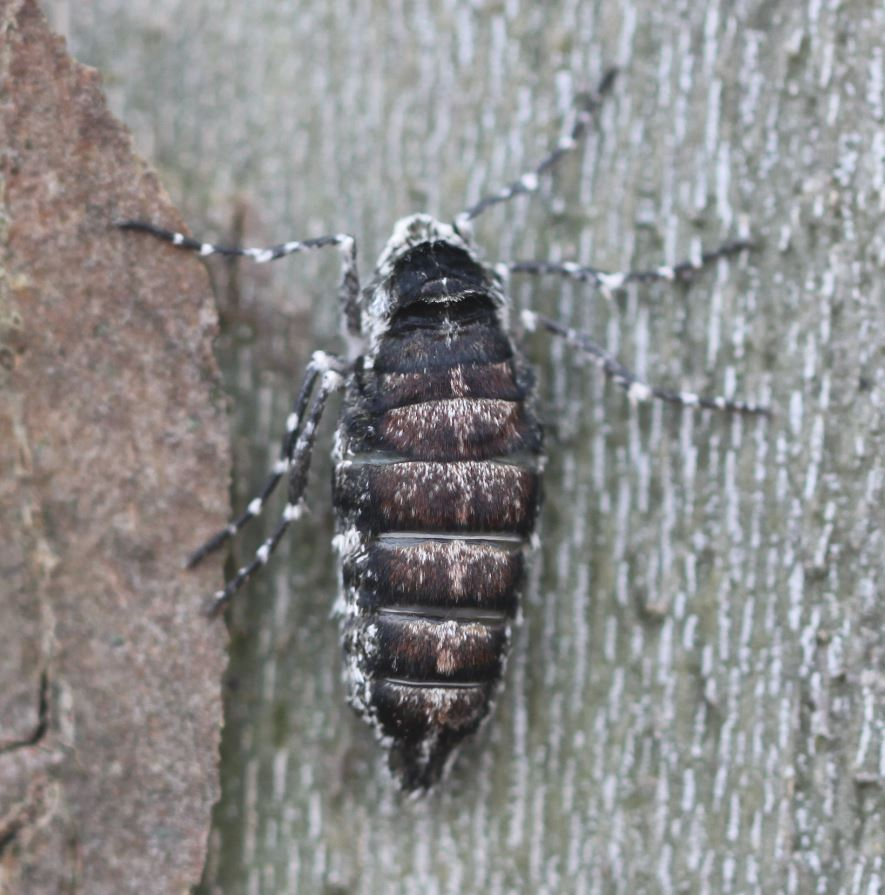
Flügelloses Weibchen des Schneespanners

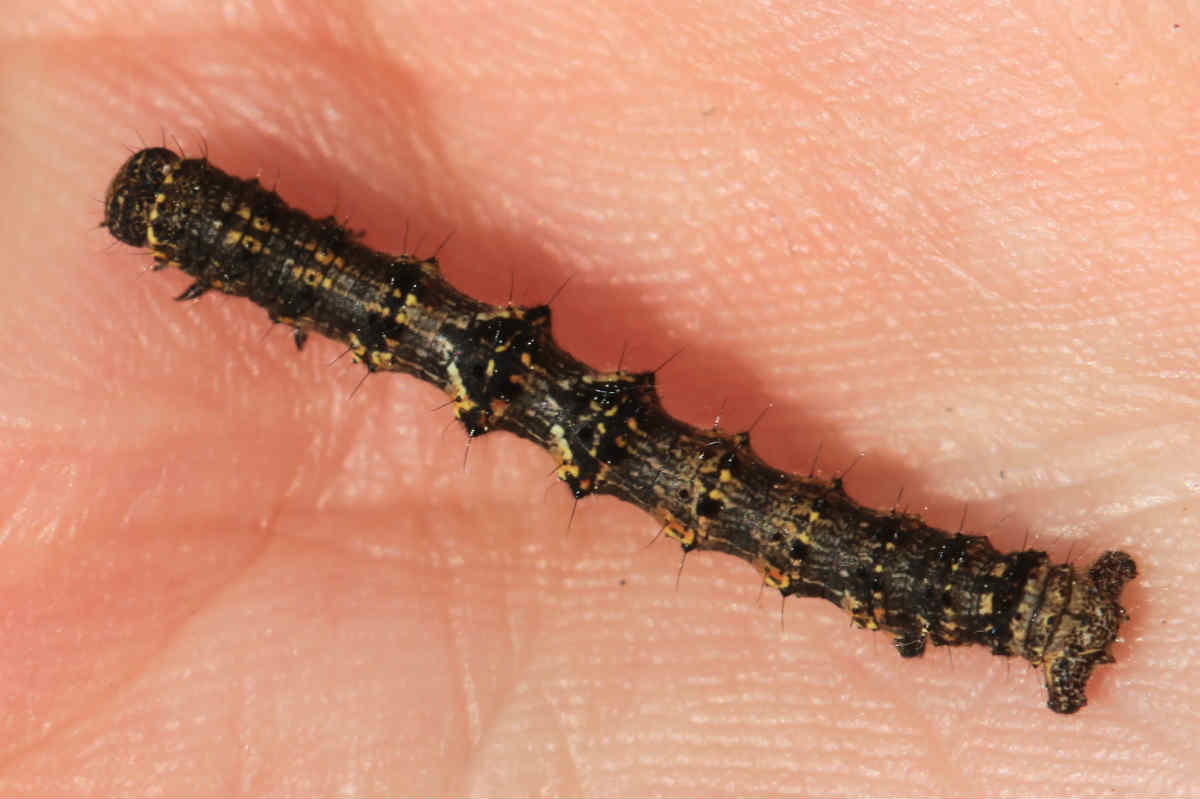
Jungraupe

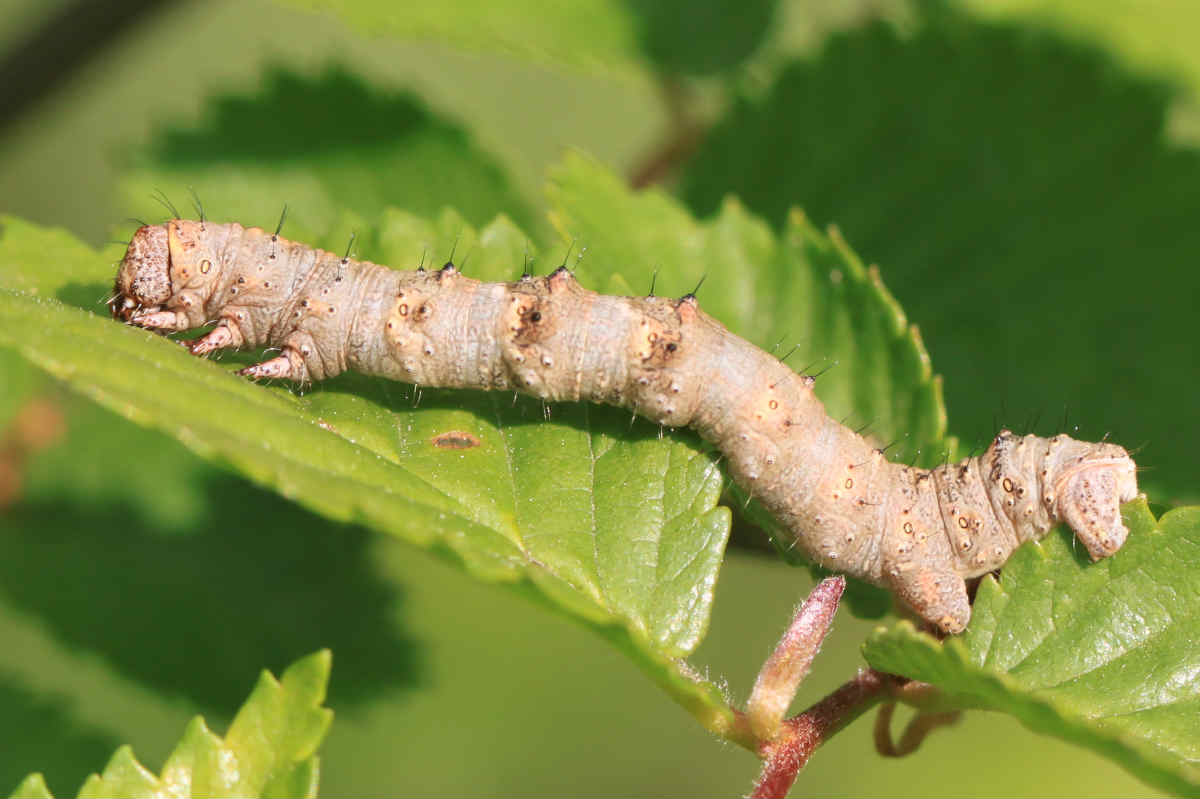
Ausgewachsene Raupe

Der Schneespanner (Phigalia pilosaria) ist ein Schmetterling (Nachtfalter) aus der Familie der Spanner (Geometridae).

## Merkmale
Der männliche Schneespanner ist mit einer Flügelspannweite bis zu 45 Millimetern ein vergleichsweise großer Spanner. Die Weibchen sind flugunfähig und besitzen nur noch sehr kurze Flügelstummel. Der Körper der flugunfähigen Weibchen ist olivbraun; die Fühler sind fadenförmig. Die Männchen haben relativ breite Vorderflügel. Zeichnung und Grundfarbe variieren stark. Die Vorderflügeloberseite ist weißlich, gelblich grau bis hell olivbraun mit einem schwarzen Fleckenmuster. Die Querlinien sind meist nur schwach ausgeprägt. Die Hinterflügel sind weißlich. Die Antennen sind federförmig.
Leraut unterscheidet folgende Farb- und Zeichnungsvariationen:
- f. uniformata Lempke, 1953, der Vorderflügel ist einheitlich grau-braun mit grünlicher Tönung ohne weiße Flecken
- f. obscurata Schawerda, 1919, der Vorderflügel ist dunkel olivbraun
- f. destrigaria Lempke, 1953, die Querlinien auf den Vorderflügeln fehlen oder sind kaum zu sehen
- f. tangens Lempke, 1953, die Querlinien auf den Vorderflügeln verlaufen relativ nahe beieinander
- f. lichenea Leraut, 2009, der Vorderflügel ist olivgrün mit stark kontrastierenden weißen Flecken, das Muster erinnert an Flechten
- f. grisescens Leraut, 2009, der Vorderflügel ist weißgrau, die Zeichnung grau ohne olivfarbene Tönung, der Thorax ist ebenfalls grau
- f. flavescens Leraut, 2009, der Vorderflügel ist rötlich beige, Zeichnung verwischt oder erloschen, Thorax gelblich grau, Hinterflügel weiß mit gelblicher Tönung
- f. pallescens Leraut, 2009, alle Flügeloberseiten sind hellgrau olivfarben, die Zeichnung ist erloschen oder sehr schwach, Thorax hellgelblich grau.
- f. monacharia Staudinger, 1901, die Vorderflügeloberseite ist komplett schwarz (melanistische Form)
- f. extinctaria Standfuss, 1947, Vorderflügel sind einheitlich dunkel grau
- f. nervosa Lempke, 1970, die Äderung der Flügel ist verdunkelt
- f. fasciaria Richardson, 1952, das Mittelfeld des Vorderflügel ist verdunkelt
- f. clausa Lempke, 1970, die innere und die äußere Querlinie reichen bis zum Hinterrand

Weibchen mit düsteren Farben werden als f. subnigraria Uffeln, 1914 bezeichnet.
Das Ei ist oval und grünlich gefärbt mit braunen Punkten. Die Raupe ist gelblich bis bräunlichgrün und trägt an vier Segmenten kegelförmige Warzen mit Borsten. Am fünften und elften Segment sind die Warzen etwas größer. Sie ist auf dem Rücken schwarz gestrichelt mit orangegelben Punkten, oder sie weist v-förmige Flecken auf dem 2. und 3. Abdominalsegment auf. Die Puppe ist rotbraun. Der Kremaster hat eine gegabelte Spitze.

## Geographische Verbreitung und Lebensraum
Der Schneespanner ist in Europa weit verbreitet und nicht selten. Die Art fehlt auf Sardinien, Kreta und Zypern. Im Norden der Britischen Inseln ist sie selten. Im Osten erstreckt sich das Verbreitungsgebiet bis zum Kaukasusgebiet.
Er lebt hauptsächlich an Waldrändern, Parks, Gärten und Feldhecken und kommt von der Ebene bis in die Gebirge hinein vor. In den Nordalpen kommt die Art bis etwa 1100 m über NN vor, in den Südalpen bis 1300 m.

## Lebensweise
Die jährlich in einer Generation auftretenden Falter fliegen von Ende Januar bis Mitte April. Die Falter kann man in milden Wintern beobachten, wie sie an den Stämmen von Eichen und Hainbuchen sitzen. Die Raupen sind ab Ende April bis Mitte Juli anzutreffen. Sie verpuppen sich in der Erde und überwintern auf diese Weise. Die Futterpflanzen des Schneespanners sind neben der Salweide (Salix caprea), der Stieleiche (Quercus robur), dem Schlehdorn (Prunus spinosa) und der Zitterpappel (Populus tremula) auch die Hainbuche (Carpinus betulus). Leraut nennt zudem noch Ulmen (Ulmus ssp.), Linde (Tilia ssp.), Birke (Betula), Hasel (Corylus) und „andere Laubbäume“. Die Raupe verpuppt sich in der Erde. Die Puppe überwintert.

## Gefährdung
Der Schneespanner ist in Deutschland nicht gefährdet.

## Taxonomie
Der Schneespanner wird in der neueren Literatur auch zur Gattung Apocheima gestellt. Allerdings unterscheiden sich die Genitalapparate der Typusarten von Phigalia und Apocheima erheblich. Leraut (2009) lehnt daher eine Synonymisierung ab und betrachtet Phigalia als gültige Gattung. Derzeit werden drei Unterarten des Schneespanners unterschieden:
- Phigalia pilosaria pilosaria, die Nominatunterart, im größten Teil des Verbreitungsgebietes
- Phigalia pilosaria meridionalis Costantini, 1916[5], im Durchschnitt größer, mit deutlicher Zeichnung, Emilia-Romagna (Italien)
- Phigalia pilosaria prostae Leraut, 1996, Hochalpen, im Durchschnitt größer und mit einem mehr grauen Farbton.